# Rosemarie Schuder
Rosemarie Schuder (Jena, 24 de julio de 1928-Berlín, 5 de mayo de 2018), de casada Rosemarie Hirsch, fue una escritora alemana y antigua miembro de la dirección general de la Unión Demócrata Cristiana de Alemania.

## Vida
Procedía de una familia burguesa. Su padre fue el asesor artísticos y escritor de relatos Kurt Schuder. Fue a un colegio femenino y en 1947 aprobó el bachillerato. Después trabajó como periodista independiente para los periódicos de Alemania Oriental Tägliche Rundschau y Neue Zeit. En 1957 y 1959 se fue a Italia debido a sus estudios. Se casó en 1958 con el escritor Rudolf Hirsch y publicó con él escritos sobre la persecución a los judíos. Ha escrito numerosas novelas históricas, normalmente ambientadas con hechos de la historia de Alemania, como la rebelión de Münster, o del destino de personajes importantes como Paracelso, Johannes Kepler, Hieronymus Bosch o Miguel Ángel.
Perteneció desde 1978 al PEN Club Internacional de la RDA y después el PEN Club Internacional de Alemania. También es miembro del Deutsche Schillergesellschaft. En 1990 abandonó la Unión Demócrata Cristiana de Alemania, después de haber sido miembro desde 1951.
Vivió como escritora independiente en Berlín.

## Reconocimientos
Recibió el Nationalpreis der DDR en tres ocasiones: 1969, 1978 y 1988. Además recibió en 1958 en premio Heinrich Mann,  en 1964, 1978 y 1985 la Vaterländischer Verdienstorden, en 1976 el premio Lion Feuchtwanger y en 1988 el Goethe-Preis der Stadt Berlin.

## Obra
- Glas (1952)
- Die Strumpfwirker (1953)
- Ich hab's gewagt (1954)
- Der Ketzer von Naumburg (1955)
- Meine Sichel ist scharf (1955)
- Paracelsus (1955)
- Der Sohn der Hexe (1957)
- In der Mühle des Teufels (1959)
- Der Tag von Rocca di Campo (1959)
- Die Störche von Langenbach (1961)
- Der Gefesselte. Das Leben Michelangelos 1500–1527 (1962)
- Die zerschlagene Madonna. Das Leben Michelangelos 1527–1564 (1964)
- Tartuffe 63 oder Die Ehe der Michaela Schlieker (1965)
- Die Erleuchteten oder Das Bild des armen Lazarus zu Münster in Westfalen, von wenig Furchtsamen auch der Terror der Liebe genannt (1968)
- Paracelsus und der Garten der Lüste (1972)
- Hieronymus Bosch (1975)
- Agrippa und das Schiff der Zufriedenen (1977)
- Serveto vor Pilatus (1982)
- Der Gelbe Fleck. Wurzeln und Wirkungen des Judenhasses in der Deutschen Geschichte (1987)
- Die Bilder der Königin (1990)
- Welt und Traum des Hieronymus Bosch (1991)
- Botticelli (1996)
- Hochverrat oder Seltsame Wege zu Ferdinand Freiligrath (2001)
- Deutsches Stiefmutterland (2003)
- Der „Fremdling aus dem Osten“ / Eduard Lasker – Jude, Liberaler, Gegenspieler Bismarcks (2008)
- „Judenkönig“ – Das Leben des Kurt Julius Goldstein] (1996)
- Goethes schöne Krone - Corona Schröter und ihr Denkmal in Guben (2011)
- Ludwig Bamberger. Volksvertreter im Schatten Bismarcks (2013)

### Edición
- Otto Nuschke (1953)